# ダーク・エンド・オブ・ザ・ストリート
「ダーク・エンド・オブ・ザ・ストリート」（The Dark End of the Street）は、ジェイムス・カーが1967年に発表した楽曲。
不倫を正面から扱った作品として知られ、男女問わず数多くのミュージシャンにカバーされた。

## 概要
リック・ホールのフェイム・スタジオでソングライターとして活動していたダン・ペンと、フィル・スペクターのゴールドワックス・スタジオのセッション・ギタリストだったチップス・モーマンによって書かれた。レコーディングはハイ・レコードのホーム・スタジオであるロイヤル・スタジオで行われた。ペンとモーマンは編曲も行った。
1967年、シングルA面曲として発表。B面は「Lovable Girl」。同年発売のアルバム『You Got My Mind Messed Up』に収録された。
同年4月1日付のビルボード・Hot 100で77位を記録した。また、ビルボードのR&Bチャートで10位を記録した。
ヴァン・モリソンは本作品への返歌として「ブライト・サイド・オブ・ザ・ロード」を書き、シングルとして発表した。

## カバー・バージョン
|        | アーティスト名                            | レコード・CD                                     |
| ------ | ----------------------------------------- | ------------------------------------------------ |
| 1967年 | パーシー・スレッジ                        | 『The Percy Sledge Way』                         |
| 1968年 | ジョー・テックス                          | 『Soul Country』                                 |
| 1968年 | ポーター・ワゴナー & ドリー・パートン     | 『Just the Two of Us』                           |
| 1969年 | フライング・ブリトー・ブラザーズ          | 『The Gilded Palace of Sin』                     |
| 1969年 | リー・ヘイゼルウッド & アン＝マーグレット | 『The Cowboy and the Lady』                      |
| 1969年 | クラレンス・カーター                      | 『Testifyin'』                                   |
| 1970年 | アレサ・フランクリン                      | 『ジス・ガールズ・イン・ラヴ・ウィズ・ユー』     |
| 1972年 | ライ・クーダー                            | 『流れ者の物語』                                 |
| 1974年 | リンダ・ロンシュタット                    | 『悪いあなた』                                   |
| 1975年 | リチャード&リンダ・トンプソン             | 『Pour Down Like Silver』                        |
| 1976年 | ドロシー・ラムーア                        | 『Misty Blue』                                   |
| 1977年 | ライ・クーダー                            | 『Show Time』。ライブ・バージョン。              |
| 1989年 | ディーコン・ブルー                        | シングル「Love and Regret」のB面。               |
| 1992年 | チャック・ブラウン & エヴァ・キャシディ   | 『The Other Side』                               |
| 1997年 | グレッグ・オールマン                      | 『Searching for Simplicity』                     |
| 2004年 | エルヴィス・コステロ&ジ・インポスターズ   | 『ザ・デリヴァリー・マン』のボーナス・トラック。 |
| 2011年 | ジューン・テイバー&オイスターバンド       | 『Ragged Kingdom』                               |